# 王京 (嘉靖進士)
王京（1497年—1556年），字得師，號神居，府軍前衛軍籍，直隸高郵州人，治《春秋》。

## 生平
十二月二十二日生，行一。由京衛武學生中式順天府鄉試第四十名舉人，年三十六歲中式嘉靖十一年（4532年）壬辰科會試第一百三十五名，第三甲第九名進士。觀兵部政，授行人，降布政司照磨，陞知縣，太僕寺丞，降南昌通判。

## 家族
曾祖王紀，主簿；祖王業；父王民，散官；母季氏；繼母駱氏。重慶下，妻孫氏，繼妻唐氏；弟雲鵬；雲瑞。